# العلاقات الرواندية الفنلندية
العلاقات الرواندية الفنلندية هي العلاقات الثنائية التي تجمع بين رواندا وفنلندا.

## مقارنة بين البلدين
هذه مقارنة عامة ومرجعية للدولتين:
| وجه المقارنة                                              | رواندا                                        | فنلندا                                                                               |
| --------------------------------------------------------- | --------------------------------------------- | ------------------------------------------------------------------------------------ |
| المساحة (كم2)                                             | 26.34 ألف                                     | 338.42 ألف                                                                           |
| عدد السكان (نسمة)                                         | 12.21 مليون                                   | 5.52 مليون                                                                           |
| الكثافة السكانية (ن./كم²)                                 | 463.55                                        | 16.31                                                                                |
| العاصمة                                                   | كيغالي                                        | هلسنكي                                                                               |
| اللغة الرسمية                                             | اللغة الكينيارواندا، لغة إنجليزية، لغة فرنسية | اللغة الفنلندية، اللغة السويدية                                                      |
| العملة                                                    | فرنك رواندي                                   | يورو، ماركا فنلندية                                                                  |
| الناتج المحلي الإجمالي (بليون دولار)                      | 9.14 مليار                                    | 251.88 مليار                                                                         |
| الناتج المحلي الإجمالي (تعادل القوة الشرائية) بليون دولار | 20.46 مليار                                   | 231.84 مليار                                                                         |
| الناتج المحلي الإجمالي الاسمي للفرد دولار أمريكي          | 697                                           | 42.31 ألف                                                                            |
| الناتج المحلي الإجمالي للفرد دولار أمريكي                 | 1.66 ألف                                      | 40.68 ألف                                                                            |
| مؤشر التنمية البشرية                                      | 0.483                                         | 0.883                                                                                |
| رمز المكالمات الدولي                                      | +250                                          | +358                                                                                 |
| رمز الإنترنت                                              | .rw                                           | .fi                                                                                  |
| المنطقة الزمنية                                           | ت ع م+02:00                                   | ت ع م+02:00، ت ع م+03:00، أوروبا/هلسنكي ‏، توقيت شرق أوروبا، توقيت شرق أوروبا الصيفي ‏ |

## منظمات دولية مشتركة
يشترك البلدان في عضوية مجموعة من المنظمات الدولية، منها:
| علم المنظمة | اسم المنظمة                               | تاريخ انضمام رواندا | تاريخ انضمام فنلندا |
| ----------- | ----------------------------------------- | ------------------- | ------------------- |
|             | مؤسسة التنمية الدولية                     | 30 سبتمبر 1963      | 29 ديسمبر 1960      |
|             | يونسكو                                    | 7 نوفمبر 1962       | 10 أكتوبر 1956      |
|             | وكالة ضمان الاستثمار متعدد الأطراف        | 27 سبتمبر 2002      | 28 ديسمبر 1988      |
|             | الأمم المتحدة                             | 18 سبتمبر 1962      | 14 ديسمبر 1955      |
|             | الاتحاد البريدي العالمي                   | ?                   | ?                   |
|             | البنك الدولي للإنشاء والتعمير             | 30 سبتمبر 1963      | 14 يناير 1948       |
|             | الاتحاد الدولي للاتصالات                  | 12 ديسمبر 1962      | 1 سبتمبر 1920       |
|             | منظمة حظر الأسلحة الكيميائية              | ?                   | ?                   |
|             | مؤسسة التمويل الدولية                     | 6 نوفمبر 1975       | 20 يوليو 1956       |
|             | المركز الدولي لتسوية المنازعات الاستشارية | 14 نوفمبر 1979      | 8 فبراير 1969       |
|             | منظمة التجارة العالمية                    | ?                   | 1995                |
|             | منظمة الشرطة الجنائية الدولية             | ?                   | ?                   |
|             | البنك الإفريقي للتنمية                    | ?                   | ?                   |

## وصلات خارجية
- موقع وزارة الخارجية الرواندية
- موقع وزارة الخارجية الفنلندية